# Better Love (пісня Кетріни Дуски)
«Better Love» — пісня греко-канадської співачки Кетріни Дуски. Пісня представляє Грецію на пісенному конкурсі Євробачення 2019 у Тель-Авіві. Вона була випущена 6 березня 2019 року.

## Євробачення
28 січня 2019 було визначено, що Греція виступатиме в першому півфіналі Євробачення 2019 у другій частині шоу. Греція виступала 16-ю та пройшла до гранд-фіналу конкурсу, що відбудеться 18 травня.

## Чарти
| Чарт (2019)                   | Найвища позиція |
| ----------------------------- | --------------- |
| Греція (Airplay Chart)        | 18              |
| Греція (Digital Single Chart) | 4               |